# 寺坡街道
寺坡街道，是中华人民共和国河南省平顶山市舞钢市下辖的一个乡镇级行政单位。

## 行政区划
寺坡街道下辖以下地区：
奋飞社区、龙泉社区、九九山社区、中兴社区、祥和社区、玄翠苑社区、羊角山社区、湖滨社区、大石门社区和寺坡村。